# Glen Hardin
Glen Dee Hardin (ur. 18 kwietnia 1939 w Wellington) – amerykański pianista.
Był członkiem zespołu Elvisa Presleya od 1970 do 1976.